# Dzwonek brzoskwiniolistny
Dzwonek brzoskwiniolistny (Campanula persicifolia L.) – gatunek rośliny wieloletniej z rodziny dzwonkowatych (Campanulaceae). Występuje w Europie i na Syberii, w Polsce dość pospolity na niżu i w Karpatach. Jest także uprawiany jako roślina ozdobna.

## Morfologia

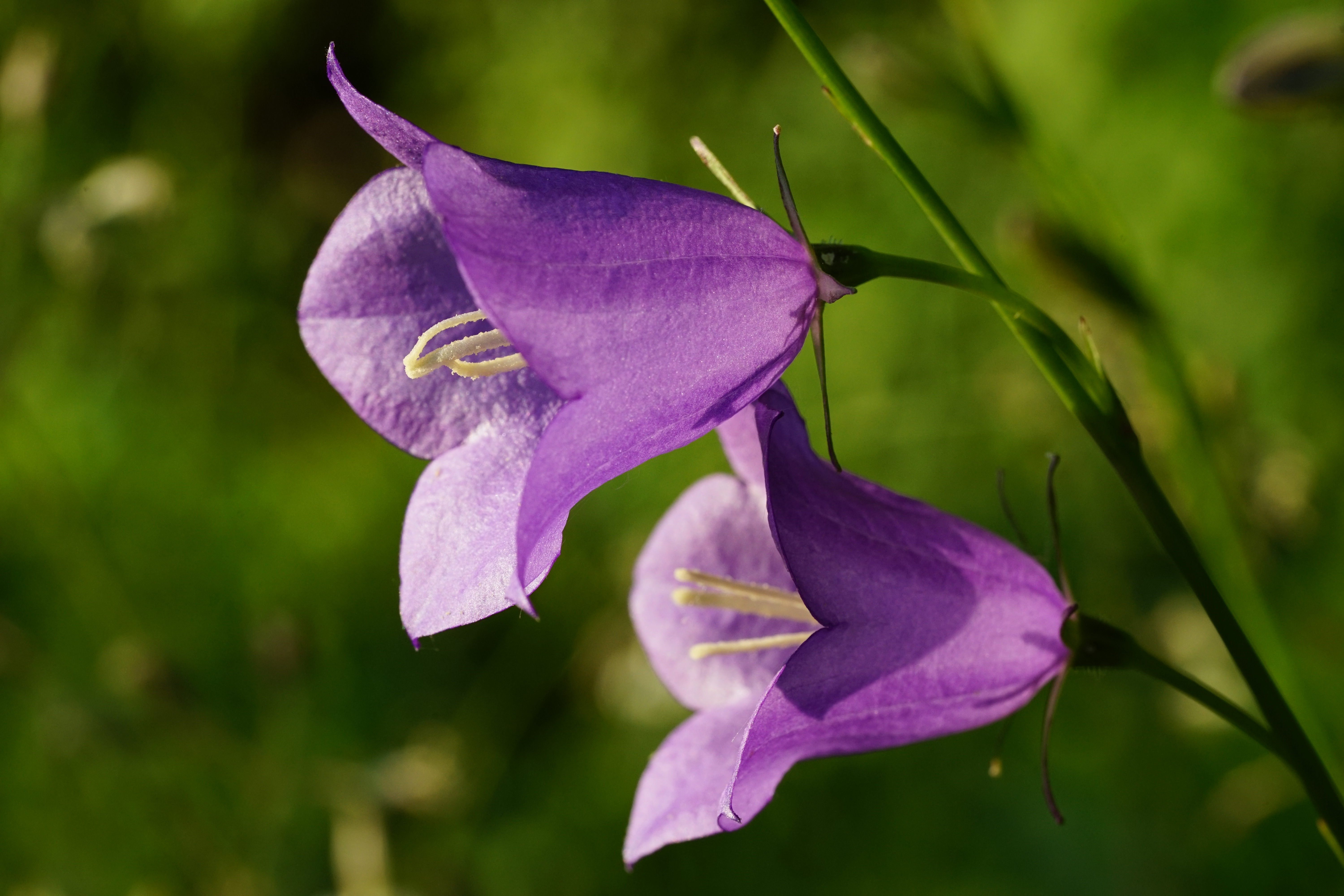
Kwiaty

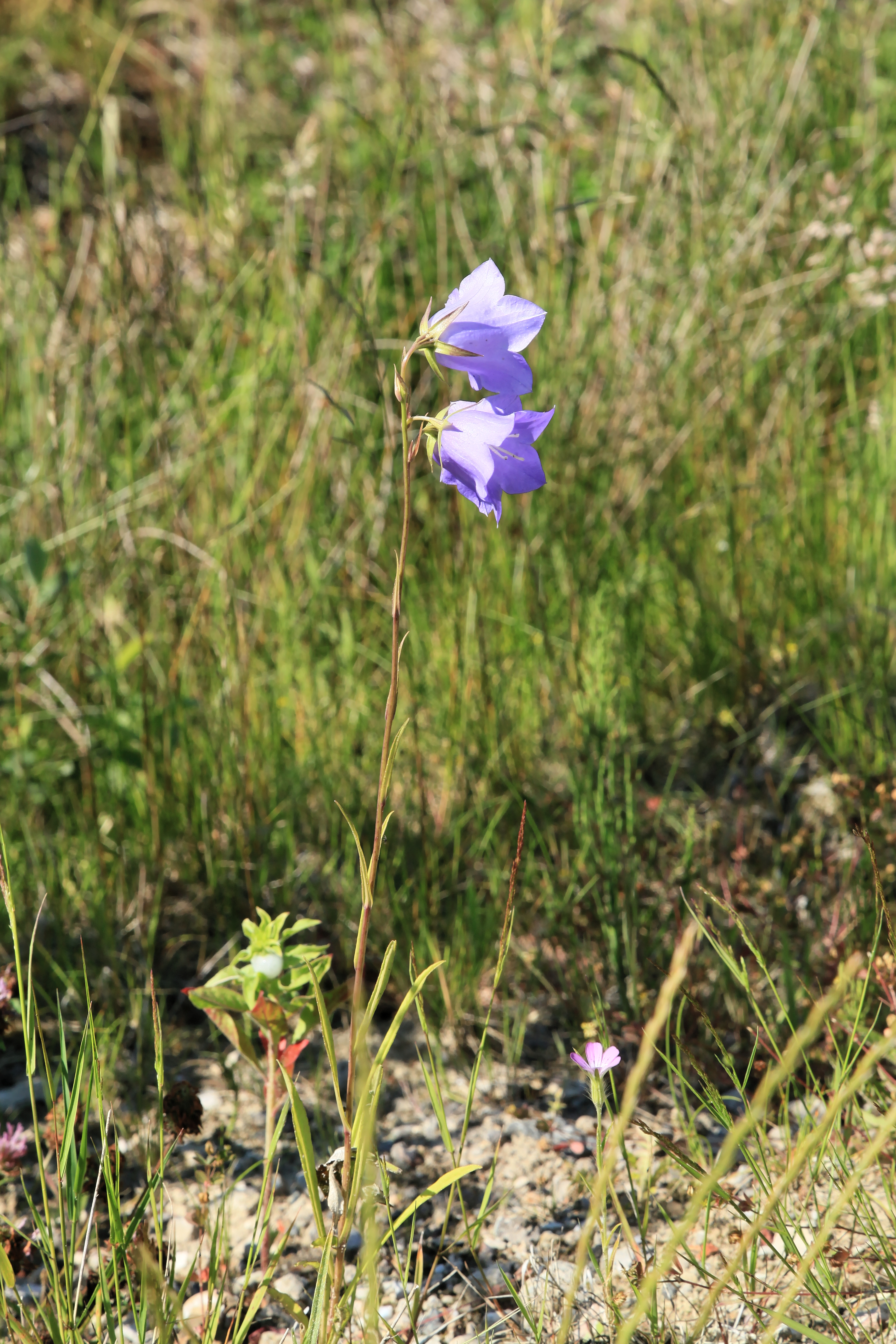
Pokrój

ŁodygaDorasta od 30 do 90 cm, naga lub omszona, skąpolistna i skąpokwiatowa, przeważnie pojedyncza. Roślina posiada poziome, czołgające się kłącze.
LiścieDolne podłużnie lancetowate, łodygowe wąskolancetowate, siedzące, sztywne i błyszczące. Blaszka odlegle i drobno ząbkowana, nasada stopniowo zwężająca się w ogonek.
KwiatyZebrane w rzadkie 1–6 kwiatowe grono. Są duże, szerokie i półkoliste, niebieskie (rzadko białe), o szerokości i długości ponad 3 cm. Dzwonkowata korona ma ząbki wcięte do 1/3 długości. Pomiędzy zatokami działek kielicha brak wyrostków. U nasady szypułek kwiatowych 2 podkwiatki.
OwoceTorebka otwierająca się pod szczytem, lub w połowie długości.

## Biologia i ekologia
Bylina, hemikryptofit. Kwitnie od czerwca do sierpnia. Rośnie w świetlistych lasach i zaroślach, na glebach zasobnych w wapń, od równin do niskich gór. W klasyfikacji zbiorowisk roślinnych gatunek charakterystyczny dla O. Quercetalia pubescenti-petraeae.

## Zastosowanie
Roślina ozdobna często uprawiana w ogrodach. Szczególnie nadaje się na rabaty. Odmiany uprawne osiągają wysokość 60–100 cm. Wymagają próchniczno-gliniastej gleby i słonecznego lub półcienistego stanowiska. Można je uprawiać z nasion, lub przez podział bryły korzeniowej. Po przekwitnięciu kwiaty usuwa się.
Liście jadalne.